# Maren Leo Wijvekate
Maren Leo Wijvekate (Den Helder, 1 november 1922 - Den Haag, 31 augustus 2011) was een Nederlands organisatieadviseur en methodoloog, bekend van enige werken op het gebied van statistiek, en methoden van onderzoek,

## Biografie
Wijvekate studeerde scheikunde en organisatiekunde aan de Technische Hogeschool Delft en ontwikkelde zich in de praktijk verder als organisatiekundige en methodoloog.
Na de oorlog is hij gaan werken bij het grootste Nederlandse organisatieadviesbureau en werd hij lid van de Orde van organisatiekundigen en -adviseurs. In 1959 vestigde hij zich als zelfstandig adviseur voor kwaliteitszorg, en adviseerde over werkmethoden, efficiency, kwaliteit en samenwerking. Voor z'n werk ontving hij samen met Wim Monhemius in 1964 de jaarlijkse efficiencyprijs van het Nederlands Instituut voor Efficiency. In 1977 werd hij benoemd tot Fellow van de American Society for Quality.
Hij schreef een standaardwerk over statistiek, en verder over methoden van onderzoek en over, wat hij noemt chance manipulation: het verschijnsel, dat toevallige gebeurtenissen richting geven aan het leven, waarbij het lijkt dat het toeval wordt gemanipuleerd of gemanipuleerd kan worden. Hij overleed in 2011 op 88-jarige leeftijd.

## Publicaties
Maren Wijvekate schreef enige boeken:
- 1960. Verklarende statistiek: Het onderscheiden van toeval, schijn en werkelijkheid in cijfermateriaal, Aula pocket 39, Het Spectrum Utrecht.
- 1969. Methode van onderzoek, Aula pocket 399, Het Spectrum Utrecht.
- 1983. Alle hens aan dek. Een nieuw sociaal-fiscaal systeem zonder belasting op inkomen en bezit, zonder sociale premies met een basisinkomen voor iedereen, M.L. Wijvekate i.s.m. Frank Wijvekate, Strengholt Naarden.
- 1986. De tweede taakdimensie: Het organiseren van creativiteit in bedrijven.
- 1991. Onderzoekmethoden, Het Spectrum Utrecht.
- 2004. Positieve wendingen in je leven, Aspekt.